# Reichensteiner
Le  reichensteiner  est un cépage de cuve allemand de raisins blancs. Son nom est un hommage château Reichenstein à Trechtingshausen.

## Origine et répartition géographique
Le cépage est une obtention de Heinrich Birk dans l'institut Institut für Rebenzüchtung und Rebenveredlung der Hessischen Forschungsanstalt für Weinbau, Gartenbau, Getränketechnologie und Landespflege à Geisenheim. L'origine génétique est vérifiée et c'est un croisement des cépages Müller-Thurgau x (Madeleine Angevine x Calabre blanc) réalisé en 1939. Le cépage est autorisé dans de nombreux Länder en Allemagne, où il couvre 330 hectares. 
Il est un peu cultivé en Grande-Bretagne (50 hectares), Belgique (12 hectares) et en Nouvelle-Zélande (98 hectares).
Il a été utilisé en Suisse comme base génétique par l'institut agronomique de recherches de Changins. En 1970, il a été métissé avec le gamay N. Trois cépages issus de ce métissage ont été homologués, le gamaret N, le garanoir N et le mara N. Les deux premiers ont connu un grand succès et sont devenus au fil du temps les 4e et 5e cépages rouges les plus cultivés en Suisse. À l'inverse, le Reichensteiner d'origine, lui, n'est plus cultivé que de manière très marginale (0,23 ha en 2019) dans ce pays.

## Caractères ampélographiques
- Extrémité du jeune rameau cotonneux, blanc.
- Jeunes feuilles cotonneux, rougeâtres.
- Feuilles adultes, 3 à 5 lobes avec des sinus supérieurs profonds en lyre fermée, un sinus pétiolaire en V, des dents anguleuses, moyennes, en deux séries.

## Aptitudes culturales
La maturité est de première époque moyenne: avec le chasselas.

## Potentiel technologique
Les grappes  sont grandes et les baies sont de taille moyenne. La grappe est conique, ailée et lâche.

## Synonymes
Le  reichensteiner est connu sous le nom de Gm 18-92